# Henry Ian Cusick
Henry Ian Cusick (Trujillo, Perú, 17 d'abril de 1967) és un actor de cinema i TV peruà.

## Filmografia

### Cinema
| Any  | Títol                          | Paper                        | Notes                   |
| ---- | ------------------------------ | ---------------------------- | ----------------------- |
| 2002 | Possession                     | Toby Byng                    | Uncredited              |
| 2003 | Gospel of John                 | Jesus                        |                         |
| 2003 | Carla                          | Matt                         | Television film         |
| 2004 | Perfect Romance                | Peter Campbell               | Television film         |
| 2006 | Half Light                     | Brian                        |                         |
| 2006 | 9/Tenths                       | William                      |                         |
| 2006 | After the Rain                 | Adrian                       | Short film              |
| 2007 | Hitman                         | Udre Belicoff                |                         |
| 2009 | Dead Like Me: Life After Death | Cameron Kane                 | Direct-to-video release |
| 2013 | Not Another Happy Ending       | Willie Scott                 |                         |
| 2014 | The Girl On The Train          | Danny Hart                   |                         |
| 2014 | Frank vs. God                  | David Frank                  |                         |
| 2014 | Dress                          | Ben Granger                  |                         |
| 2014 | 10.0 Earthquake                | Jack                         |                         |
| 2015 | Pali Road                      | Tim Young                    |                         |
| 2015 | "Just Let Go"                  | Christopher "Chris" Williams |                         |

### Televisió
| Any          | Títol                                    | Paper                           | Notes                                                                                  |
| ------------ | ---------------------------------------- | ------------------------------- | -------------------------------------------------------------------------------------- |
| 1993         | Taggart                                  | Ian Gowrie                      | Episode "Fatal Inheritance"                                                            |
| 1997         | Richard II                               | Henry Green                     | Adaptació televisiva de l'obra de William Shakespeare                                  |
| 2001         | Murder Rooms: The White Knight Stratagem | Sergent Michael Clark           |                                                                                        |
| 2001–02      | Casualty                                 | Jason                           | Habitual                                                                               |
| 2002         | Dinosaur Hunters                         | Gideon Mantell                  |                                                                                        |
| 2002–03      | Two Thousand Acres of Sky                | Dr. Ewan Talbot                 | Apareix en tres episodis                                                               |
| 2003         | Happiness                                | Phillip                         | Episodi "A Nice Person"                                                                |
| 2003         | Adventure Inc.                           | Gavin Merrill                   | Episodi "Echoes of the Past"                                                           |
| 2003         | Book Group                               | Miles Longmuir                  | Apareix en tots els episodis de la segona edició                                       |
| 2004         | Midsomer Murders                         | Gareth Heldman                  | Episodi "The Fisher King"                                                              |
| 2005         | Waking the Dead                          | Jeremy Allen                    | Episodi "Towers of Silence: Part 1"                                                    |
| 2005–2010    | Lost                                     | Desmond Hume                    | Convidat (Temporada 2) Principal (Temporades 3–6): 46 episodes Nominat a un Premi Emmy |
| 2006         | 24                                       | Theo Stoller                    | Episodes "Day 5: 7:00 p.m.-8:00 p.m." and "Day 5: 8:00 p.m.-9:00 p.m."                 |
| 2009         | Nova                                     | Charles Darwin                  | Episode: "Darwin's Darkest Hour"                                                       |
| 2010         | Law & Order: Special Victims Unit        | Erik Weber                      | Episodis: "Locum" and "Bullseye"                                                       |
| 2012, 2015   | Scandal                                  | Stephen Finch                   | Habitual (Temporada 1) Convidat, Episodi: "No More Blood"                              |
| 2012         | Fringe                                   | Agent Simon Foster              | Episodi: Temporada 4, Episodi 19                                                       |
| 2012         | The Mentalist                            | Tommy Volker                    | Episodis: "If It Bleeds, It Leads","Days of Wine and Roses","Little Red Corvette"      |
| 2013         | Hawaii 5-0                               | Ernesto, Terrorist group leader | Episodi: "We Need Each Another"                                                        |
| 2013         | CSI: Crime Scene Investigation           | Dr. Jimmy                       | Episodi: "Last Woman Standing"                                                         |
| 2013         | Body of Proof                            | Dr. Trent Marsh                 | Temporada 3, Episodi 5 "Eye for an Eye" and Episode 13 "Daddy Issues"                  |
| 2014–present | The 100                                  | Marcus Kane                     | Habitual                                                                               |
| 2016         | Rush Hour                                | Thomas                          | Episodi: "Pilot"                                                                       |

### Videojocs
| Any  | Títol           | Paper              | Notes |
| ---- | --------------- | ------------------ | ----- |
| 2008 | Lost: Via Domus | Desmond Hume (veu) |       |

## Premis i nominacions
Nominacions
- 2006: Primetime Emmy al millor actor convidat en sèrie dramàtica per Lost